# 瓦当库尔 (索姆省)
瓦当库尔（法語：Vadencourt，法語發音：[vadɑ̃kuʁ]）是法国上法蘭西大區索姆省的一个市镇，属于亚眠区。

## 地理
瓦当库尔（50°0'26"N, 2°29'22"E）面积4.92 平方千米，位于法国上法蘭西大區索姆省，该省份为法国北部沿海省份，北起加来海峡省和北部省，西接滨海塞纳省和大西洋英吉利海峡，南至瓦兹省，东临埃纳省。
与瓦当库尔接壤的市镇（或旧市镇、城区）包括：拜济约、孔泰、阿尔蓬维尔、图唐库尔、瓦卢瓦巴永。

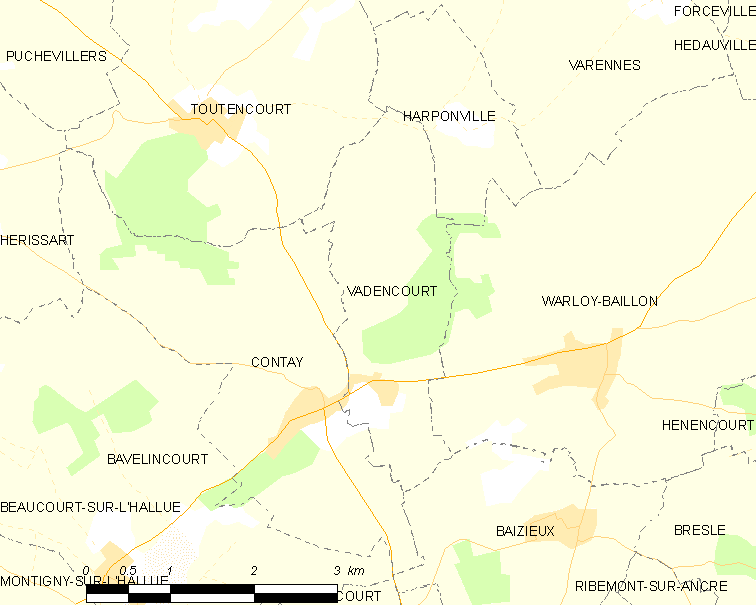
的OSM定位图

瓦当库尔的时区为UTC+01:00、UTC+02:00（夏令时）。

## 行政
瓦当库尔的邮政编码为80560，INSEE市镇编码为80773。

## 政治
瓦当库尔所属的省级选区为科尔比县。

## 人口

1962-2008年间人口变化图示

瓦当库尔于2022年1月1日时的人口数量为102人。